# دوبیچه
دوبیچه (به لهستانی:  Dubicze) یک روستا در لهستان است که در گمینا ستارا کورنگتسا واقع شده‌است. دوبیچه ۵۴۶ نفر جمعیت دارد.